# Tara Kirk
Tara Kirk, née le 12 juillet 1982 à Bremerton, est une nageuse américaine. Elle est médaillée d'argent au relais 4 × 100 m quatre nages des Jeux olympiques de 2004 par sa participation aux séries, compétition à laquelle sa sœur Dana Kirk a été sélectionnée. Elle a détenu le record du monde du 100 mètres brasse en petit bassin entre 2004 et 2006, année où elle remporte le titre mondial de la discipline en petit bassin. 

## Palmarès

### Jeux olympiques
- Jeux olympiques de 2004 à Athènes ( Grèce) :
  -  Médaille d'argent au titre du relais 4 × 100 m quatre nages[1].

### Championnats du monde

#### Grand bassin
- Championnats du monde 2003 à Barcelone ( Espagne) :
  -  Médaille d'argent du relais 4 × 100 m quatre nages.
- Championnats du monde 2005 à Montréal ( Canada) :
  -  Médaille d'argent du relais 4 × 100 m quatre nages.
  -  Médaille de bronze du 100 m brasse.
- Championnats du monde 2007 à Melbourne ( Australie) :
  -  Médaille d'argent du 100 m brasse.
  -  Médaille d'argent du relais 4 × 100 m quatre nages.
  -  Médaille de bronze du 50 m brasse.

#### Petit bassin
- Championnats du monde 2000 à Athènes ( Grèce) :
  -  Médaille d'or du 50 m brasse.
- Championnats du monde 2004 à Indianapolis ( États-Unis) :
  -  Médaille d'argent du relais 4 × 100 m quatre nages.
  -  Médaille de bronze du 50 m brasse.
  -  Médaille de bronze du 100 m brasse.
- Championnats du monde 2006 à Shanghai ( Chine) :
  -  Médaille d'or du 100 m brasse.
  -  Médaille d'argent du 100 m brasse.
  -  Médaille d'argent du relais 4 × 100 m quatre nages.

### Championnats pan-pacifiques
- Championnats pan-pacifiques 2002 à Yokohama (Japon)
  -  Médaille d'argent du 100 m brasse.
- Championnats pan-pacifiques 2006 à Victoria (Canada)
  -  Médaille d'or du 100 m brasse.

## Vie privée
Elle obtient, au terme de sa carrière sportive en 2009, un master d'anthropologie à l'université de Stanford. Elle rejoint ensuite l'ONG Wild Aid qui lutte pour la préservation des espèces et des écosystèmes (d'autres athlètes la suivent, comme Aaron Peirsol, David Durante ou encore Misty May-Treanor).